# Discographie de Black Country Communion
La discographie de Black Country Communion, un groupe de hard rock anglo-américain, est composée de quatre albums studio, un album live, un single, un album vidéo et neuf clip vidéo.

## Albums studio
| Année | détails | Classement | Classement | Classement | Classement | Classement | Classement | Classement | Classement | Classement | Classement | Classement | Classement | Classement | Classement | Classement | Classement |
| Année | détails | US         | US Hard    | US Rock    | AUT        | BEL Nl     | BEL Fr     | DAN        | FRA        | ALL        | IRL        | PB         | NOR        | SUE        | SUI        | UK         | UK Rock    |
| ----- | --- | ---------- | ---------- | ---------- | ---------- | ---------- | ---------- | ---------- | ---------- | ---------- | ---------- | ---------- | ---------- | ---------- | ---------- | ---------- | ---------- |
| 2010  | Black Country - Sorti : 20 septembre 2010 - Label : Mascot, J&R Adventures - Formats : CD, CD+DVD, 2LP, Téléchargement | 54         | 19         | 18         | 50         | -          | -          | -          | 62         | 15         | 81         | 32         | -          | 19         | 54         | 13         | 1          |
| 2011  | 2 - Sorti : 13 juin 2011 - Label : Mascot, J&R Adventures - Formats : CD, 2LP, Téléchargement                          | 71         | 6          | 19         | 17         | 74         | 84         | 20         | 118        | 7          | 83         | 56         | 26         | 24         | 15         | 23         | 1          |
| 2012  | Afterglow - Sorti : 29 octobre 2012 - Label : Mascot, J&R Adventures - Formats : CD, 2LP, CD+DVD, Téléchargement       | 48         | -          | -          | 19         | -          | -          | -          | 63         | 9          | 98         | 32         | 24         | 18         | 44         | 29         | -          |
| 2017  | BCCIV - Sorti : 22 septembre 2017 - Label : Mascot, J&R Adventures - Formats : CD, 2LP, CD+DVD, Téléchargement         | 102        | 4          | 14         | 12         | 48         | 57         | -          | 83         | 6          | -          | 29         | 33         | 32         | 5          | 7          | 3          |

## Albums live
| Year | détails |
| ---- | --- |
| 2012 | Live Over Europe - Sorti : 28 février 2012 - Label : Mascot, J&R Adventures - Formats : 2CD, Téléchargement |

## Singles
| Year | Chanson             | Album         |
| ---- | ------------------- | ------------- |
| 2010 | "One Last Soul"     | Black Country |
| 2011 | "Man in the Middle" | 2             |

## Albums vidéos
| Year | détails | Charts | Charts |
| Year | détails | ALL    | NOR    |
| ---- | --- | ------ | ------ |
| 2011 | Live Over Europe - Sorti : 24 octobre 2011 - Label : Mascot, J&R Adventures - Formats : 2DVD, 2BD, Téléchargement | 28     | 5      |

## Clips
| Année | Titre             | Réalisateur(s) | Ref.   |
| ----- | ----------------- | -------------- | ------ |
| 2011  | Man in the Middle | Davin Maske    | [ 18 ] |